# ブレイク (戦列艦・初代)
|          | |
| 艦歴     | |
| 発注:    | 1805年10月30日 |
| 建造:    | デットフォード工廠 |
| 進水:    | 1808年8月23日 |
| その後:  | 1816年売却 |
| 性能諸元 | |
| クラス:  | クラジュー級戦列艦改良型 |
| 全長:    | 砲列甲板：180ft（55m） 竜骨：147ft 7in（45m）                                                                                |
| 全幅:    | 48ft 0.75in（14.649m） |
| 喫水:    | 20ft 10in（6.4m） |
| 機関:    | 帆走（3本マストシップ） |
| 兵装:    | 74門： 上砲列：18ポンド（8kg）砲28門 下砲列：32ポンド（15kg）砲28門 後甲板：9ポンド（4kg）砲14門 艦首楼：9ポンド（4kg）砲4門 |

ブレイク（HMS Blake）は1808年8月23日にデットフォード工廠で進水したクラジュー級74門3等戦列艦。